# سلیم کیتلیتز
سلیم کیتلیتز (نام علمی: Charadrius pecuarius) نام یک گونه از سرده سلیم‌های طوق‌دار است.